# Megvarje
Megvarje (nemško Maglern) je naselje, z okoli 300 prebivalci, na prehodu iz Ziljske doline v Kanalsko dolino na Avstrijskem Koroškem.
Naselje leži pod 647 m visokim prelazom Vrata - Megvarje (nemško Thörl-Maglern), preko katerega pelje železnica in avtocesta iz Avstrije v Italijo. Megvarje so najnižji Alpski prelaz iz Srednje Evrope v Sredozemlje.
Na pomembni strateški točki je na prelazu  ob cesti Oglej ( Aquilea ) -  Virunum  že v antiki nastala naselbina Medaria. Na drugi strani doline je bila ob sotočju potokov  Ziljice  in  Kljužice  v poznoantičnem obdobju na  Hajnževem vrhu  zgrajena masivna rimska utrdba pravokotne oblike 210 X 90 m. Utrdbo je obdajalo močno obzidje s kazematnimi prizidki na notranji strani.